# ステキな金縛り
『ステキな金縛り』（ステキなかなしばり、ONCE IN A BLUE MOON）は、2011年10月29日に全国で公開された日本映画。三谷幸喜脚本・監督作品第5作。主演の深津絵里演じる三流弁護士と西田敏行演じる落ち武者の幽霊による法廷サスペンスコメディ・エンタテインメント・ムービー。
キャッチコピーは「証人はただ一人 落ち武者の幽霊。」。2011年10月19日にはニューヨークのアカデミーシアターでプレミア上映された。

## ストーリー
妻殺しの容疑で逮捕された矢部五郎は、一貫して無罪を主張していた。彼の弁護を担当する宝生エミは、将来性ゼロの三流弁護士であり、殺人現場の証拠は「矢部が犯人」であることを示唆しており、勝てる見込みのない裁判だった。
矢部はエミに「証拠は私を犯人に仕立てるためのトリックで、その日は旅館で一晩中金縛りにあっていた。落ち武者が私の上にまたがっていて動けなかった」とアリバイを証言し無罪を主張する。ありえないアリバイであるために、エミは矢部が殺人を犯したのではないかと疑った。だが、彼女の上司の速水悠は、「嘘をつくならもっとまともな嘘をつくはずだ。矢部はかなり高い確率で本当に金縛りにあっていたのではないか。」と助言する。
そこでエミは、矢部が泊まった旅館に赴いた。エミは、矢部に一晩中またがっていた落ち武者・更科六兵衛に出会う。エミは六兵衛に、法廷で証言するように求めたが、六兵衛はまたがっていたことは認めるも、証言には乗り気ではなかった。しかし、「矢部五郎が本来は無罪であるのに裁かれようとしている」ということを聴き、自身の最期も背信行為をしたとして打ち首にされたことによるため、矢部に同情し、法廷で証言することにした。
最初は速水も、更科六兵衛の存在を認めようとはしなかったが、エミは速水がハート型のチョコをこっそり食べようとしていたことやタップダンスの練習をしていることを、(速水にとっては)見えない六兵衛に当てさせることで、速水に六兵衛の存在を認めてもらうことに成功した。
しかし、六兵衛は特定の条件を満たす人にしか見えないうえに、太陽が出ている時間は外に出ることができない。そこでエミは、速水と協力してなんとか裁判に証人が到着する時間を延ばしてもらうよう説得する。さらに、六兵衛の息は誰でも感じることができることから、フエラムネの音を用いて証言に利用したり、砂鉄を使って六兵衛が実際に法廷内にいることを証明しようとした。
対する検事・小佐野徹は非科学的なことを嫌っており、「見えない」六兵衛を存在するものにさせようとする一連のエミの試みはトリックであり、法的に無効であると主張する。それに対し、エミは六兵衛の助けを借りて、小佐野も実際には六兵衛が見えているということを証明し、小佐野はその存在を認めた。こうして、幽霊が証言台に立つという前代未聞の裁判が始まることになった。

## キャスト
- 宝生エミ〔弁護士、三流弁護士〕 - 深津絵里
- 更科六兵衛〔証人、落ち武者の幽霊、後北条氏家臣〕 - 西田敏行
- 速水悠〔弁護士〕 - 阿部寛
- 小佐野徹〔検事〕 - 中井貴一
- 矢部鈴子〔美術品バイヤー、風子の妹〕- 竹内結子
- 日野風子〔化粧品会社社長、鈴子の姉〕 - 竹内結子（一人二役）
- 日野勉〔風子の夫、鈴子の愛人〕 - 山本耕史
- 木戸健一〔歴史学者、更科六兵衛の子孫〕 - 浅野忠信
- 宝生輝夫〔エミの亡き父〕 - 草彅剛
- 工藤万亀夫〔エミの恋人、役者〕 - 木下隆行 （TKO）
- 矢部五郎〔被告人、鈴子の夫〕 - KAN
- 阿倍つくつく〔陰陽師、安倍晴明の友人の子孫〕 - 市村正親
- 段田譲治〔向こうの世界から来た男、管理局公安〕 - 小日向文世
- 菅仁〔裁判長〕 - 小林隆
- 日村たまる〔法廷画家〕 - 山本亘
- 一宮浄純〔心霊研究家〕 - 近藤芳正
- 猪瀬絹〔旅館「しかばね荘」の女将〕 - 戸田恵子
- 猪瀬潤〔旅館「しかばね荘」の主人〕 - 浅野和之
- 占部薫〔タクシー運転手〕 - 生瀬勝久
- 伊勢谷〔トラック運転手〕 - 梶原善
- 前田くま〔ファミレスの店員〕 - 深田恭子
- 悲鳴の女〔コールガール・ヨーコ[注釈 3]〕 - 篠原涼子[2]
- 村田大樹〔まだ売れていない役者[注釈 4]〕 - 佐藤浩市[2]
- 野島〔スモーク係[注釈 4]〕 - 阿南健治
- 漆原森太郎〔傍聴マニア〕 - 相島一之
- ドクター - 唐沢寿明
- ナース - 西原亜希
- ラブ - ナナ（声：山寺宏一）
- 弁護士〔勝訴を持つ男、名前は羽柴大輔[注釈 5]〕 - 大泉洋（※エンドロールのみ出演。詳細は以下に記述）
- 染地〔被告人〕 - 榎木兵衛
- 飯田基祐〔染地の裁判の証人〕
- 迫田孝也〔染地の裁判の検事〕
- 村上光一
- 望月章男
- 内倉憲二
- 土屋良太
- 川井つと〔廷吏〕
- 花井京乃助
- 山崎満
- 増田義之
- 崎山凛
- 滝澤路子
- 原金太郎
- 江良陽彩
- 猫田直
- バルビー
- 河原健二
- 滝沢恵
- 野元学二〔陪審員〕
- 松坂哲生
- 小池琥太朗
- 猪野学
- 中村靖日〔裁判官（左側）〕
- 小林ユウキチ
- 廣川三憲
- バルニー
- 山田キヌヲ
- 岡部尚
- 三谷早苗
- 浅川稚広
- 阿礼賢正
- 生野陽子（フジテレビアナウンサー）

## スタッフ
- 脚本と監督 - 三谷幸喜
- 製作 - 亀山千広、島谷能成
- 企画 - 石原隆、市川南
- プロデューサー - 前田久閑、土屋健、和田倉和利
- ラインプロデューサー - 森賢正
- 音楽 - 荻野清子
- 撮影 - 山本英夫（J.S.C.）
- 照明 - 小野晃
- 録音 - 瀬川徹夫
- 美術 - 種田陽平
- 編集 - 上野聡一
- VFXプロデューサー - 大屋哲男
- スクリプター - 山縣有希子
- 衣裳デザイン - 宇都宮いく子
- 装飾 - 田中宏
- キャスティング - 杉野剛
- プロデューサーアシスタント - 中野友加里、中山佳織
- 助監督 - 片島章三
- 製作担当 - 星野友紀
- 制作プロダクション - シネバザール
- 製作 - フジテレビジョン、東宝
- 配給 - 東宝

## プロモーション
- フジテレビで映画公開記念として『秋の三谷祭』と題した各種特番やスペシャルドラマ、『ザ・マジックアワー』『古畑任三郎』の再放送が行われた。
- 2011年4月より本作品とコラボレートしたJRA「WIN5」のCMが放送されている。
- 『ステキな金縛り』本編映像に3D映像の三谷幸喜を加えた映画鑑賞マナー特報が作られた。2011年5月より全国のTOHOシネマズ限定で、3D映画上映時に予告篇を兼ねて上映された[3]。

## 公開・反響
全国427スクリーンで公開され、2011年10月29、30日の初日2日間で興収5億334万2,450円、動員39万102人になり映画観客動員ランキング（興行通信社調べ）で初登場第1位となった。監督自身も積極的にメディアPRを行っていたこともあり大人の観客を中心に支持を集め、ぴあ初日満足度ランキングでも第2位と高評価されている。
続く公開第2週も興収4億1,372万4,750円、動員31万3,215人、公開第3週には16日間の累計興収が22億5,008万2,400円、累計動員が181万7,380人となり、公開第4週には23日間の累計興収が27億6,479万3,200円、累計動員が223万9,144人となり、4週連続第1位を記録している。

## ロケ地
- 長野県伊那市（ 高遠町三義地区 ）- 主人公エミが落ち武者・更科六兵衛を探しに訪れた村及びしかばね荘のロケに使用。
- 名古屋市役所 本庁舎（愛知県名古屋市中区）- 大階段、通路、外観の一部などが劇中登場する裁判所のロケに使用されている。

## 受賞歴
- 第24回日刊スポーツ映画大賞・石原裕次郎賞 助演男優賞（2011年） - 西田敏行（『ステキな金縛り』『はやぶさ/HAYABUSA』『探偵はBARにいる』）[8]
- 第35回日本アカデミー賞（2011年）[9]
  - 優秀作品賞、優秀監督賞・優秀脚本賞（三谷幸喜）、優秀主演女優賞（深津絵里）、優秀音楽賞（荻野清子）、優秀撮影賞（山本英夫）、優秀照明賞（小野晃）、優秀美術賞（種田陽平）、優秀録音賞（瀬川徹夫）、優秀編集賞（上野聡一）

## ソフト化
2012年5月25日発売。Blu-rayとDVDでリリース。発売元はアミューズソフトエンタテインメント、販売元は東宝。
- ステキな金縛り スタンダード・エディション（1枚組）
  - 映像特典
    - 特報・劇場予告編・TVスポット集

  - 音声特典
    - オーディオコメンタリー（深津絵里×西田敏行×監督：三谷幸喜）
- ステキな金縛り スペシャル・エディション（3枚組）
  - ディスク1：本編ディスク（スタンダード・エディションと同様）
  - ディスク2：特典DVD1
    - 三谷の部屋（特番）
    - ステキなステキな金縛り（特番）
    - 三谷監督の法廷セット紹介
    - 未公開シーン集（三谷監督による音声解説付き）
    - アメコミ動画（オープニングパート、鬼切村/しかばね荘）
    - キャスト別メイキング&インタビュー集
    - キャスト・スタッフプロフィール

  - ディスク3：特典DVD2
    - 三谷幸喜生誕50周年大感謝映画祭 舞台挨拶
    - 完成披露記者会見
    - ニューヨーク舞台挨拶
    - 初日舞台挨拶
    - 大ヒット舞台挨拶
    - 仙台舞台挨拶
    - 台湾舞台挨拶
    - JRA『WIN5』テレビCM
    - マナー特報
    - 酢的なポップコーン特報
    - 「秋の三谷祭」三谷監督解説（10タイプ）
    - めざましテレビ「ON」スポット
    - ロケ地MAP

  - 特製アウターケース付きデジパック仕様

## テレビ放送
| 回数 | テレビ局   | 番組名（放送枠名） | 放送日         | 放送時間       | 放送分数 | 視聴率 | 備考 |
| ---- | ---------- | ------------------ | -------------- | -------------- | -------- | ------ | --- |
| 1    | フジテレビ | 土曜プレミアム     | 2013年11月9日  | 21:00 - 23:45  | 165分    | 16.5%  | 『清須会議』の公開を記念して、同作公開当日に地上波初放送された。 |
| 2    | フジテレビ | 土曜プレミアム     | 2015年10月24日 | 21:00 - 23:45  | 165分    | 13.0%  | 『ギャラクシー街道』の公開を記念して、同作公開当日に放送された。 なお翌10月31日には同じ『土曜プレミアム』で、『THE 有頂天ホテル』も放送された。 |
| 3    | フジテレビ | 土曜プレミアム     | 2019年9月14日  | 21:35 - 翌0:15 | 160分    |        | 『記憶にございません!』の公開を記念して、同作公開翌日に放送。 『2019年ワールドカップバレーボール』中継の延長によって、予定より35分繰り下げ。 なお翌9月21日には同じ『土曜プレミアム』で、『清須会議』を放送。 放送時間の制約から三谷自身の手で大幅に再編集され、「令和バージョン」として放送された（冒頭の犯行シーンの削除、阿部つくつく登場シーンの全カット、エミと亡き父親との再会シーンの短縮など）。 |

- 視聴率はビデオリサーチ調べ、関東地区・世帯・リアルタイム。

## 関連作品
『古畑任三郎』第2シーズン第1回（通算第14回）
三谷脚本の作品。冒頭で宝生エミが裁判中にバナナを見せる場面は、明石家さんま演じる弁護士が裁判でバナナを使用したことに由来している。
『天国から北へ3キロ』
三谷作品。幽霊の存在は見えないが吐息で存在証明ができるというのが、同じアイデアである。
『清須会議』
同じ三谷の監督映画。更科六兵衛が、同一人物（生前）として出演している。演者も同じ西田敏行。
フランク・キャプラ 監督作品
宝生輝夫と段田譲治が好きな監督の作品。
『スミス都へ行く』
宝生輝夫がDVDを持っていた作品。
『素晴らしき哉、人生!』
段田譲治が一番好きな作品。

### おにぎりあたためますか
テレビ朝日系列の北海道テレビ放送（HTB）が制作しているローカル番組『おにぎりあたためますか』（2011年10月18日放送）において、愛知県名古屋市での番組ロケ終了後に行った飲み会で三谷監督と合流。番組出演者であった大泉洋がこの作品への出演を口頭のみで依頼（所謂「口約束」）され、それを了承。翌日半信半疑で映画ロケ地に赴いたところ、一瞬だけの登場ながら大泉洋が弁護士役で出演を果たした。
しかし、一切の根回しや許可がない撮影であり、映画がフジテレビ関連でありながら番組はテレビ朝日系列であったこともあり、ロケ後に「業界のタブーを犯した事件」として大問題化、各方面でお叱りを受け、一時は放送自体がお蔵入りする可能性もあったという。その後、2011年11月8日の特別編の放送で、映画に出演した大泉が「こんなにも人は怒られるのか？ってくらい怒られた」と述べている。

### 三谷の部屋
『三谷の部屋 〜ステキな金縛りのステキな仲間たち〜』（みたにのへや ステキなかなしばりのステキななかまたち）は、フジテレビ系列で2011年10月22日に放送された特別番組。三谷の部屋と設定されたセットに出演者を招いた、映画に対する座談会。

### ステキな隠し撮り
『ステキな隠し撮り 〜完全無欠のコンシェルジュ〜』（ステキなかくしどり かんぜんむけつのコンシェルジュ）は、フジテレビ系列で2011年11月5日に放送された、土曜プレミアム枠放送の『三谷幸喜生誕50周年&映画ステキな金縛り公開記念』と題したスペシャルドラマ。三谷幸喜自身が脚本・演出を手がけ、映画出演者を再びキャスティングした、スピンオフながら全く新しいストーリー。『THE 有頂天ホテル』同様、ホテルを舞台としたドラマとなっている。視聴率9.1%
テレビドラマでは『隠し撮り方式』（ステカク）と呼んでいる、スイートルーム内の13箇所に隠しカメラを設置し盗撮の様に撮影する手法をとっており、各エピソード中は役者にスタッフやカメラを意識させることなく最後までノンストップで撮影されている。

#### 出演（テレビドラマ）

##### 主人公
西條ミエ(TV字幕では西条) - 深津絵里
ホテルの新人コンシェルジュ。上司から「ダメです」「無理です」「できません」は言ってはいけないと言及され、色々な客の要望に答える為に奮闘する。

##### スイートルームの客
芸術家 - 浅野忠信
キャリア20年の芸術家（ミュージカルの振付け師）。3日費やしてもアイデアが浮かばずミエに助けを求める。
映画監督 - 三谷幸喜
自身の映画公開直前でかなり不安になっている映画監督。ミエに自分の映画を褒めて良い感想だけを言えと要望する。
写真家 - 山本耕史
女性の撮影が得意の超ナルシストな写真家。キャンセルされたモデルの代わりをミエに依頼する。実は脱ぎたがり。
料理研究家 - 竹内結子
テレビでも有名なカリスマ料理研究家。ミエにニョッキ作りの手伝いを頼むのだが、実は料理下手で2人で奮闘することに。
老人 - 浅野和之
紳士的であるが死期が迫っているという老人。30年前に愛人フクさんと同室に泊まったことがあることを告白する。フクさんは3年前になくなっており、思い出に浸るために同じ部屋に来て、1時間だけフクさんの代わりになってほしいと頼むのだが実はフクさんは男だった。
コールガール - 戸田恵子
20年以上のキャリアを持つベテランコールガール。ホテルに有名国会議員を呼んだのだが、議員はベッドで死亡していた。
スター - 草彅剛
サーカス集団「シルク・ド・それゆけ」の花形スター。箱にライオンと一緒に入るという荒技（?）に挑戦する練習を手伝えとミエに指示する。その後引退してしまう。
会社員 - 西田敏行
人生に絶望した初老の会社員。出来心で会社の金1億円をネコババしてしまう。出頭する前に人生一度きりの贅沢しようとしてホテルに来た。ミエに人の役に立って「ありがとう」といわれたいと頼む。

##### その他の人物
盗撮魔 - 生瀬勝久
スイートルームにカメラを仕掛けた盗撮魔。ミエのあまりのコンシェルジュとしての酷さに彼女ばかりを観察するようになる。
菅原 - 小林隆
ミエの上司のコンシェルジュ。
国会議員 - 木下隆行（TKO）
有名な国会議員。親子2代でコールガールにお世話になっているがホテルで亡くなる。
ウルシバラ - 相島一之
国会議員の秘書。
小佐野 - 中井貴一
割り切れない数字（奇数）が嫌いな男。ワンタンが好きだが酢豚のパイナップルは嫌い。
満身創痍 - 小日向文世
エスカレーターから落ちて大怪我をしている男。
KAN - KAN
バグパイプを吹く男。
長身の男 - 阿部寛
外務省の人間。
阿倍つくつく - 市村正親
本編終了後に登場。

#### スタッフ（テレビドラマ）
- 脚本と演出 - 三谷幸喜
- 映像演出 - 河野圭太
- タイトルロゴデザイン - 種田陽平
- 振付け - 香瑠鼓
- 技術協力 - バスク
- 美術協力 - フジアール
- スタジオ - レモンスタジオ
- プロデューサー - 前田久閑、土屋健、稲田秀樹（共同テレビ）
- 制作 - フジテレビ
- 制作著作 - 共同テレビ